# Hammam Soukhna
Hammam Soukhna également typographié Hammam Sokhna est une commune de la wilaya de Sétif en Algérie.

## Géographie

### Localisation
La commune est située dans la région des Hauts-Plateaux, entre les monts Bibans au nord et la chaîne du Hodna au sud, dans un bassin agricole situé à 869 mètres d'altitude moyenne. Elle se trouve à 70 km au nord-est de Batna, à environ 39 km au sud-est de Sétif et à environ de 335 km au sud-est d'Alger.
| Tella        | Tella                      | El Ouldja    |
| Tella        | Hammam Soukhna             | Taya (Sétif) |
| Beidha Bordj | Taya• Ouled Sellam (Batna) | Taya         |

### Localités et lieux-dits
Outre son chef-lieu éponyme, la commune de Hammam Soukhna est composée des localités suivantes : Bir Tachema, Douakha, El Mounchar, El Mtarfa, Nouasseur, Oum Ladjoul, Ouled Mehenna, Ouled Sidi Ali.

### Climat
Le climat de la zone est de type semi-aride froid, les précipitations varient de 300 à 350 mm par an, la sebkha fait partie des zones humides. L’humidité annuelle moyenne est de 62,74 %, le nombre de jours de neige est de 19 jours par an et il gèle en moyenne presque 2 mois par an.
| Températures Max. moyenne en °C          | Températures Max. moyenne en °C          | Températures Min. moyenne en °C          | Températures Min. moyenne en °C          |
| juillet                                  | décembre                                 | juillet                                  | décembre                                 |
| ---------------------------------------- | ---------------------------------------- | ---------------------------------------- | ---------------------------------------- |
| 36,3                                     | 8,9                                      | 19,3                                     | –0,6                                     |
| Températures Max. moyenne annuelle en °C | Températures Max. moyenne annuelle en °C | Températures Min. moyenne annuelle en °C | Températures Min. moyenne annuelle en °C |
| 21,4                                     | 21,4                                     | 8,6                                      | 8,6                                      |

### Hydrographie
Le Chott El Beïdha Hammam Essoukhna, une Sebkha, lac salé saisonnier, se trouve au sud de la commune.

## Histoire

### Préhistoire
Différents objets, tels que des armes en silex, des pointes de flèches et de lanceurs ainsi que des poteries, indique que la wilaya de Bordj Bou Arreridj était peuplé au Mésolithique et au Néolithique.

### De l'époque romaine auXIXesiècle
À l'époque romaine, la région de Bordj s'appelait « Tamanouna ». Elle dépendait de la province romaine de la Maurétanie Césarienne puis elle est intégrée à la Maurétanie Sitifienne.

### Époque de l'Algérie indépendante
Autrefois une bourgade, Hammam Soukhna est devenue une commune en 1984.

## Démographie
Selon le recensement général de la population et de l'habitat de 2008, la population totale de la commune est évaluée à 13 439 habitants.

## Économie
La commune a au départ une vocation agropastorale mais elle est également connue de longue date pour être une station thermale. L'eau jaillit a 42°. Ses eaux sulfatées sont aussi chlorurées et sodiques. Elle est la deuxième station thermale en termes de fréquentations après celle de Hammam Guergour. Un complexe thermal de 260 lits et 16 résidences a vu le jour dans la ville depuis 2016,.

## Transports
La commune est traversée par la route nationale RN75 qui croise la Route nationale 5 (à 25 km) et l'autoroute Est-Ouest (à 30 km) à El Eulma. Elle relie Bejaïa à l'Aéroport de Batna - Mostepha Ben Boulaid en passant par Sétif du Nord-Ouest au Sud-Est en traversant la Daïra de Hammam Soukhna.

## Éducation
La ville compte plusieurs établissements scolaires comme écoles primaires, collèges et un Lycée.